# Mzab-Wargla
Mzab-Wargla (Tifinagh-Schrift ⵜⵓⵎⵣⴰⴱⵜ) ist eine von den hauptsächlich in Algerien und Teilen Marokkos lebenden Mozabiten gesprochene Berbersprache. Sie hat vor allem in den M'zab-Oasen um die Stadt Ghardaia etwa 70.000 Sprecher.
Nach Roger Blench gibt es acht Dialekte: Gurara, Mzab Ghardaia (Mozabite), Wargla, Tugurt, Seghrušen, Figuig, Senhaja und Iznacen. Ethnologue erwähnt in seiner Ausgabe XVI (2009) die Dialekte Taznatit, Tumzabt, Tagargrent und Temacine-Tamazight. Alleine Tumzabt hat als größte Untergruppe ca. 150.000 Sprecher.